# أكسل كجول
أكسل كجول (بالسويدية: Axel Kjäll)‏ هو لاعب كرة قدم سويدي في مركز الدفاع، ولد في 1 يونيو 1981. لعب مع نادي تريليبورج ‏.